# 窓際信金マンの事件帳簿
『窓際信金マンの事件帳簿』（まどぎわしんきんマンのじけんちょうぼ）は、2002年から2004年にテレビ東京系「女と愛とミステリー」で放送されたテレビドラマシリーズ。全2回。主演は愛川欽也。

## キャスト

### 主要人物
大西広三
演 - 愛川欽也
西東京信用金庫桜ヶ丘支店課長。
大西勝子
演 - 音無美紀子
広三の妻。
佐久間良三
演 - 佐藤正宏
佐久間ダンススタジオ経営者。
主婦
演 - 三崎由記子
大西の近所の住人。

### ゲスト
第1作「上司殺しの汚名」（2002年）
- 駒沢花子（小料理屋「はなこ」女将） - 深浦加奈子
- 根岸千賀（瞳の母） - 秋本奈緒美
- 池上明美（池上の妻） - 及川麻衣
- 土屋和彦（西東京信用金庫桜ヶ丘支店長） - 大村波彦
- 三島（桜ヶ丘警察署 刑事） - 萩野崇
- 東田春美（西東京信用金庫桜ヶ丘支店 銀行員） - 望月さや
- 小林ダンススタジオ経営者 - 森朝子
- 根岸瞳（花子の娘） - 神谷なほ
- 土屋の妻 - 村瀬美紀
- 土屋の妻の母 - 坂井寿美江
- 電気店店員 - 二村幸則
- 管理人 - 森下能幸
- 野次馬 - 津島瑞穂、夏川加奈子
- 「はなこ」の常連客 - 村松利史、佐藤誓
- 花子の夫 - 出口正義
- 明美の近所の住人 - 篠原裕美
- 美容院の店員 - 尾道凛
- 池上英夫（サラリーマン） - 石丸謙二郎
- 篠田一平（桜ヶ丘警察署 刑事） - 古尾谷雅人
- 大國千緒奈、芸優

第2作「復讐する女」（2004年）
- 足立五郎（桜ヶ丘西警察署 刑事） - 益岡徹
- 桜井友美（ブティック「トモミ」店長） - 野村真美
- 鈴木恵理（ブティック「トモミ」店員） - 小川範子
- 川本晃（自動車修理工場「川本モータース」経営者） - 徳井優
- 水野博（西東京信用金庫桜ヶ丘支店長） - 相島一之
- 吉村（桜ヶ丘西警察署 刑事） - 正名僕蔵
- 米山勇（西東京信用金庫桜ヶ丘支店 貸付課長） - 近江谷太朗
- 黒田哲也（友美の知り合い） - 菊池隆則
- 永沢千鶴（友美の妹） - 大沢さやか
- 足立の妻 - 広岡由里子
- 伊藤玲子（米山の交際相手） - 北川えり
- 古田（カラオケ店員） - 小瀬川理太
- 平井の妻 - 森朝子
- 太田（西東京信用金庫桜ヶ丘支店 銀行員） - 青木夕夏
- 西東京信用金庫桜ヶ丘支店銀行員 - 高橋義永
- 鈴木（ホテル支配人） - 二村幸則
- 高瀬純一（ホテルの御曹司） - 伊藤利昭
- 平井大作（平井工務店社長） - 渡辺哲
- 幸村美佳、白瀬聡弓、佐々木千夏、芸優、放映プロジェクト

## スタッフ
- 原作 - うつみ宮土理『秋桜団地』
- 脚本 - 石倉保志
- 監督 - 合月勇
- プロデューサー - 神山明子、小川治
- 制作 - テレビ東京、BSジャパン、アズバーズ

## 放送日程
| 回数 | 放送日        | タイトル                                                                                        |
| ---- | ------------- | ----------------------------------------------------------------------------------------------- |
| 1    | 2002年1月30日 | 上司殺しの汚名 不倫の果ての連続殺人!? 悪い奴は許せない!! 愛憎のトリックに挑む離婚危機の熟年夫婦 |
| 2    | 2004年6月16日 | 復讐する女 富士・本栖湖の殺意 不倫疑惑と結婚サギ! 離婚危機の熟年夫婦が壁のシミに見た真実        |